# Isotoma maxillosa
Isotoma maxillosa är en urinsektsart som beskrevs av Fjellberg 1978. Isotoma maxillosa ingår i släktet Isotoma och familjen Isotomidae. Inga underarter finns listade i Catalogue of Life.